# Gewoon boomzonnetje
Gewoon boomzonnetje (Athallia pyracea) is een korstmossoort uit de familie Teloschistaceae. Het leeft op bomen in symbiose met de alg Pseudotrebouxia.

## Determinatie
Gewoon boomzonnetje is een korstvormig korstmos. De soort is vooral te herkennen aan de oranje apotheciën en de aanwezigheid van een grijze rand op de gele apotheciumrand. Deze grijze thallusrand is bij jonge apotheciën duidelijk te zien. Een apothecium heeft een diameter van 0,3–0,7 mm. De soort heeft de volgende kenmerkende kleurreacties: K+ (rood), C−.
De ascus is cilindrisch en bevat acht sporen. De ascosporen zijn hyaliene, gesepteerd, ellipsoïde en zijn 10–14 × 5,5–7 µm groot.

## Ecologie
Gewoon boomzonnetje is een epifyt op twijgen en takken van verschillende bomen met basische schors, zoals es, wilg, populier en vlier.

## Verspreiding
Gewoon boomzonnetje kent een kosmopolitische verspreiding. In Nederland is de soort zeldzaam. Het werd pas in 2003 in Nederland ontdekt op een eik op de Sint-Pietersberg (Spier & Aptroot, 2009). In Zuid-Limburg blijkt de soort zeer algemeen te zijn. 

## Fotogalerij

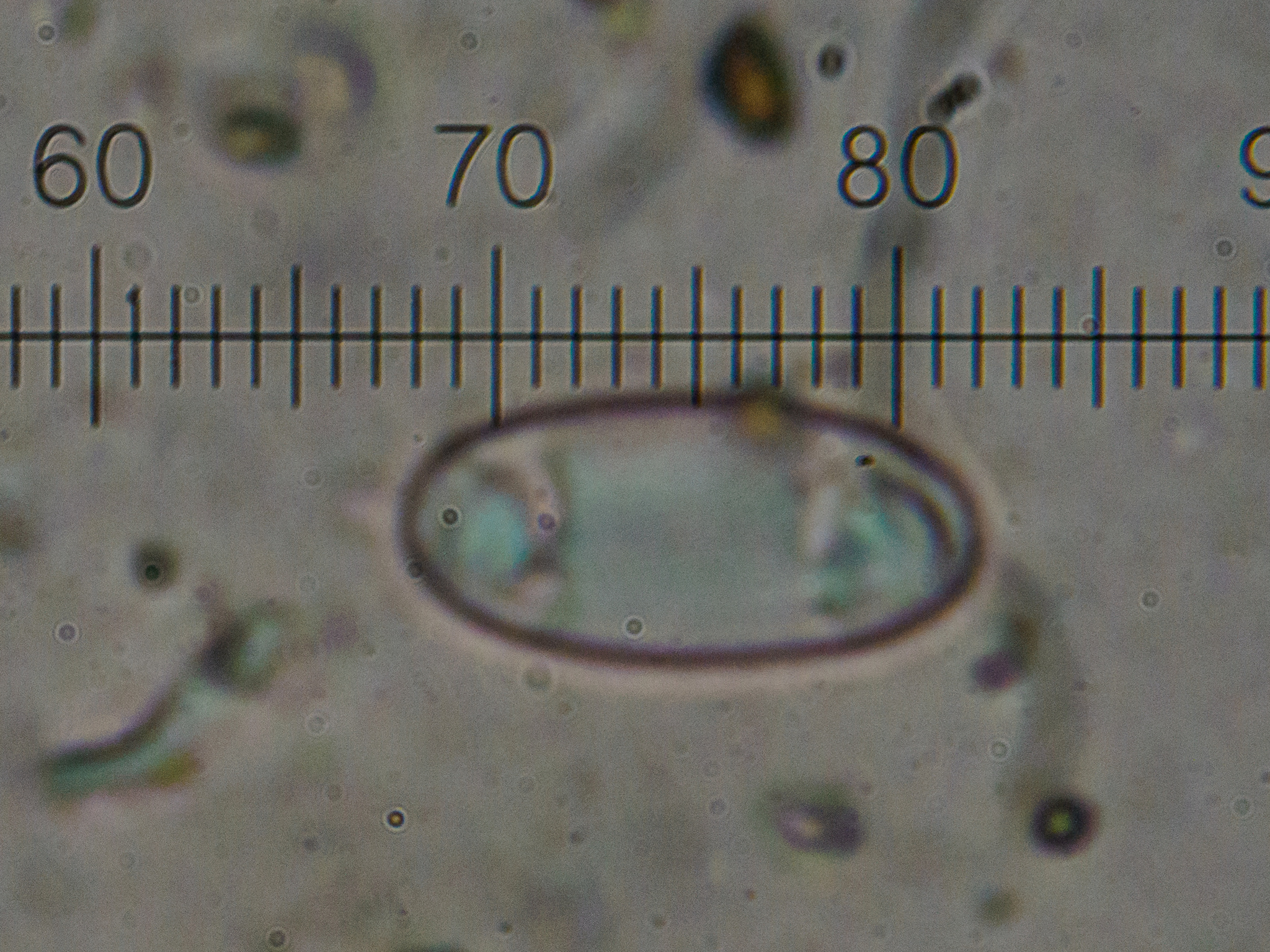
Spore